# Gouy-l'Hôpital
Pour les articles homonymes, voir Gouy et l'Hôpital.
Gouy-l'Hôpital est une ancienne commune française située dans le département de la Somme et la région Hauts-de-France. Elle est associée à la commune d'Hornoy-le-Bourg depuis 1972.

## Toponymie
Le nom de la localité est attesté sous la forme Gavdiacvm, depuis le IIe siècle av. J.-C. ; Gaudiacum en 1042 ; Goium en 13.. ; Goy Hospital en 1301 ; Gouy-l’Hospital en 1648 ; Goui-l’Hôpital en 1733 ; Gouy-l’Hôpital en 1757.
Gavdiacvm au IIe siècle av. J.-C., -acvm signifie en latin, le domaine et gavdi de gavdivs (anthroponyme chrétien tiré du latin gavdivm : joie). Donc le « domaine joyeux ».
Le village a appartenu à l'ordre des Hospitaliers de Saint-Jean de Jérusalem, qui y établirent une léproserie (maladrerie).

## Histoire
Le 1er juillet 1972, la commune de Gouy-l'Hôpital est rattachée sous le régime de la fusion-association à celle d'Hornoy qui devient Hornoy-le-Bourg.

## Politique et administration
| Période                                  | Période  | Identité      | Étiquette | Qualité |
| ---------------------------------------- | -------- | ------------- | --------- | ------- |
| 2020                                     | En cours | Duprot Benoît |           |         |
| Les données manquantes sont à compléter. |          |               |           |         |

## Démographie
| 1793 | 1800 | 1806 | 1821 | 1831 | 1836 | 1841 | 1846 | 1851 |
| ---- | ---- | ---- | ---- | ---- | ---- | ---- | ---- | ---- |
| 171  | 181  | 174  | 189  | 208  | 204  | 207  | 198  | 198  |

| 1856 | 1861 | 1866 | 1872 | 1876 | 1881 | 1886 | 1891 | 1896 |
| ---- | ---- | ---- | ---- | ---- | ---- | ---- | ---- | ---- |
| 161  | 164  | 150  | 139  | 129  | 108  | 91   | 83   | 73   |

| 1901 | 1906 | 1911 | 1921 | 1926 | 1931 | 1936 | 1946 | 1954 |
| ---- | ---- | ---- | ---- | ---- | ---- | ---- | ---- | ---- |
| 67   | 69   | 67   | 56   | 42   | 60   | 49   | 42   | 65   |

| 1962 | 1968 | - | - | - | - | - | - | - |
| ---- | ---- | - | - | - | - | - | - | - |
| 44   | 42   | - | - | - | - | - | - | - |

## Lieux et monuments
- Église de l'Assomption-de-la-Sainte-Vierge, construite tout en pierre, avec contreforts en brique et chœur plus élevé. Au dessus du portail, un clocher-mur, nommé en Picardie « campenard »[4],[5].